# Bocos de Duero
Bocos de Duero (appelée Bocos jusqu'en 1916) est une commune de la province de Valladolid dans la communauté autonome de Castille-et-León en Espagne. Cette localité est vinicole et fait partie de l'AOC Ribera del Duero.

## Sites et patrimoine

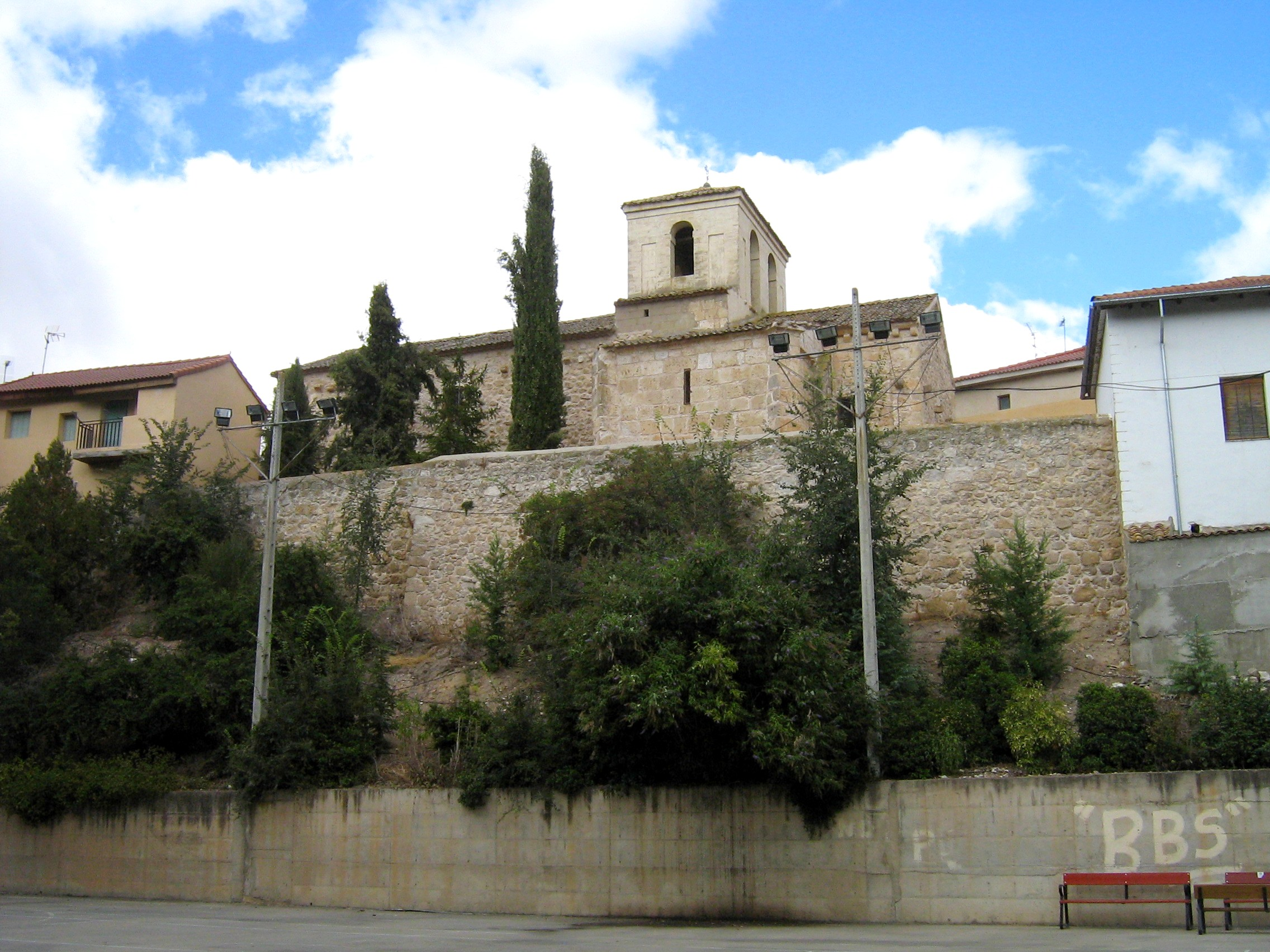
Église Nuestra Señora de las Nieves.
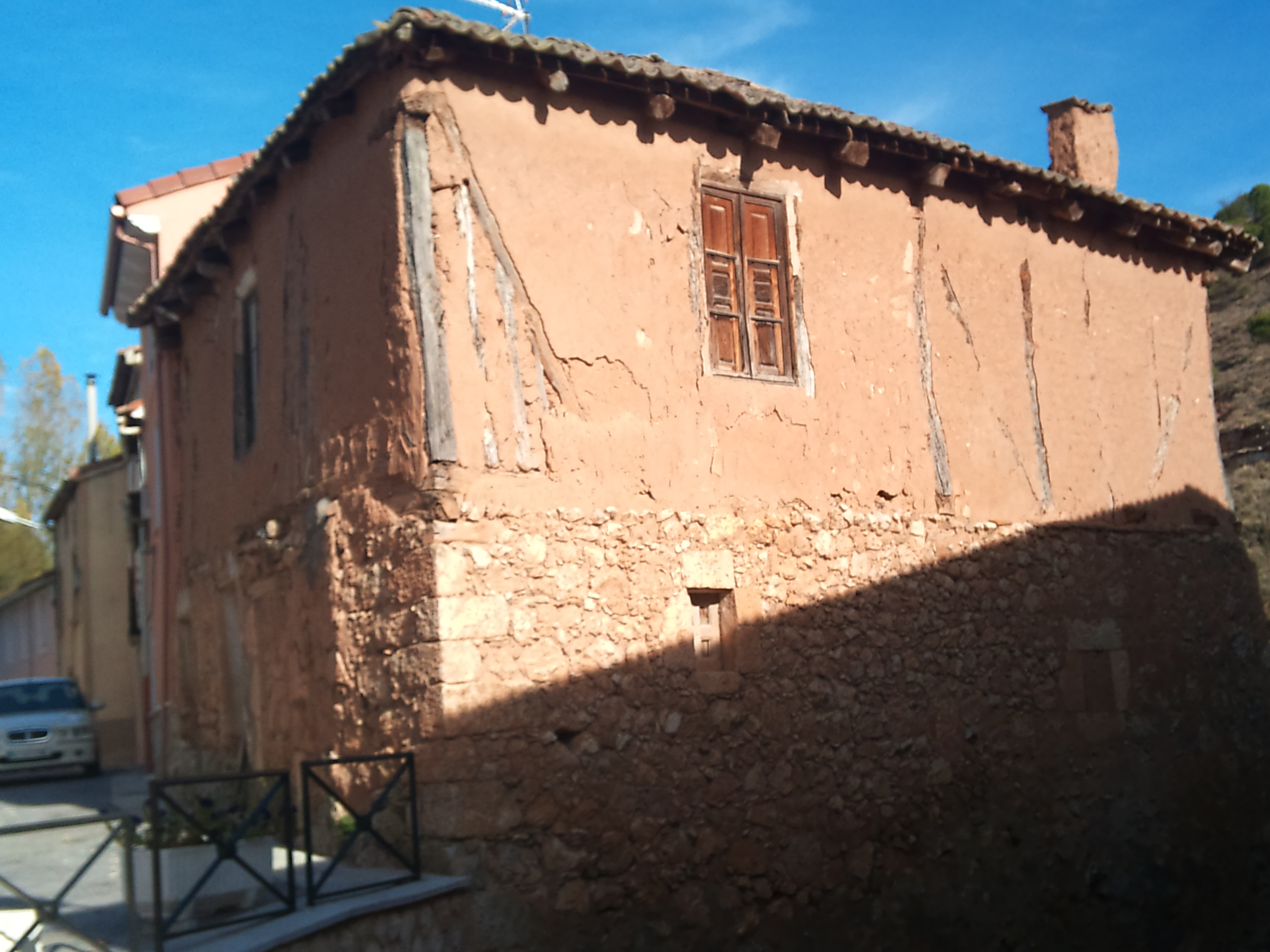
Maison traditionnelle.
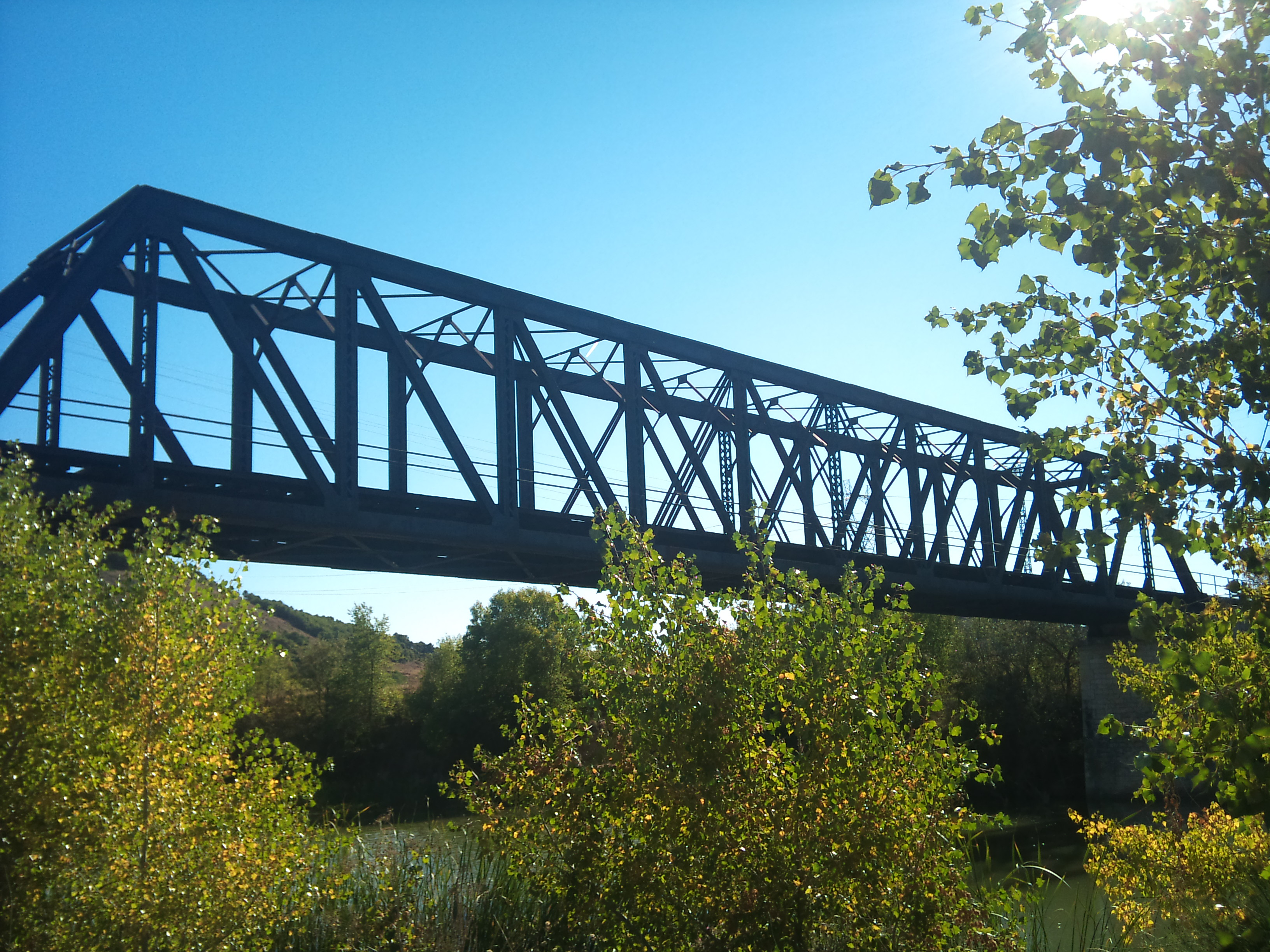
Pont.

- Pont Eiffel.

- Église Nuestra Señora de las Nieves.
- Maison traditionnelle.
- Pont.